# Mord im Fahrpreis inbegriffen
Mord im Fahrpreis inbegriffen (Compartiment tueurs) ist ein früher Film noir des griechisch-französischen Regisseurs Costa-Gavras aus dem Jahr 1965 nach einem Roman von Sébastien Japrisot.

## Handlung
Inspektor Grazziani und sein Assistent Jean-Lou ermitteln in einem Mordfall. In einem Liegewagenabteil von Marseille nach Paris wurde eine junge Frau ermordet. Sie wurde erdrosselt, aber weder ausgeraubt noch Opfer sexueller Gewalt. Während der Ermittlungen werden nach und nach die Mitreisenden, die befragt werden sollen bzw. verdächtig sind, ermordet. Auch der junge Daniel und seine Freundin Bambi, die sich im Zug kennenlernten und ebenfalls in diesem Abteil waren, geraten in Gefahr. Durch ihr überlegtes und beherztes Handeln kann der Serienmörder schließlich entlarvt werden – es ist der Praktikant im Kommissariat, der bequem an die Adressen der Zeugen herankommen konnte. Der erste Mord war nur ein Tarnmanöver gewesen; der Mord an einer der Zeuginnen war der eigentliche Plan, bei dem es um viel Geld ging.

## Kritiken

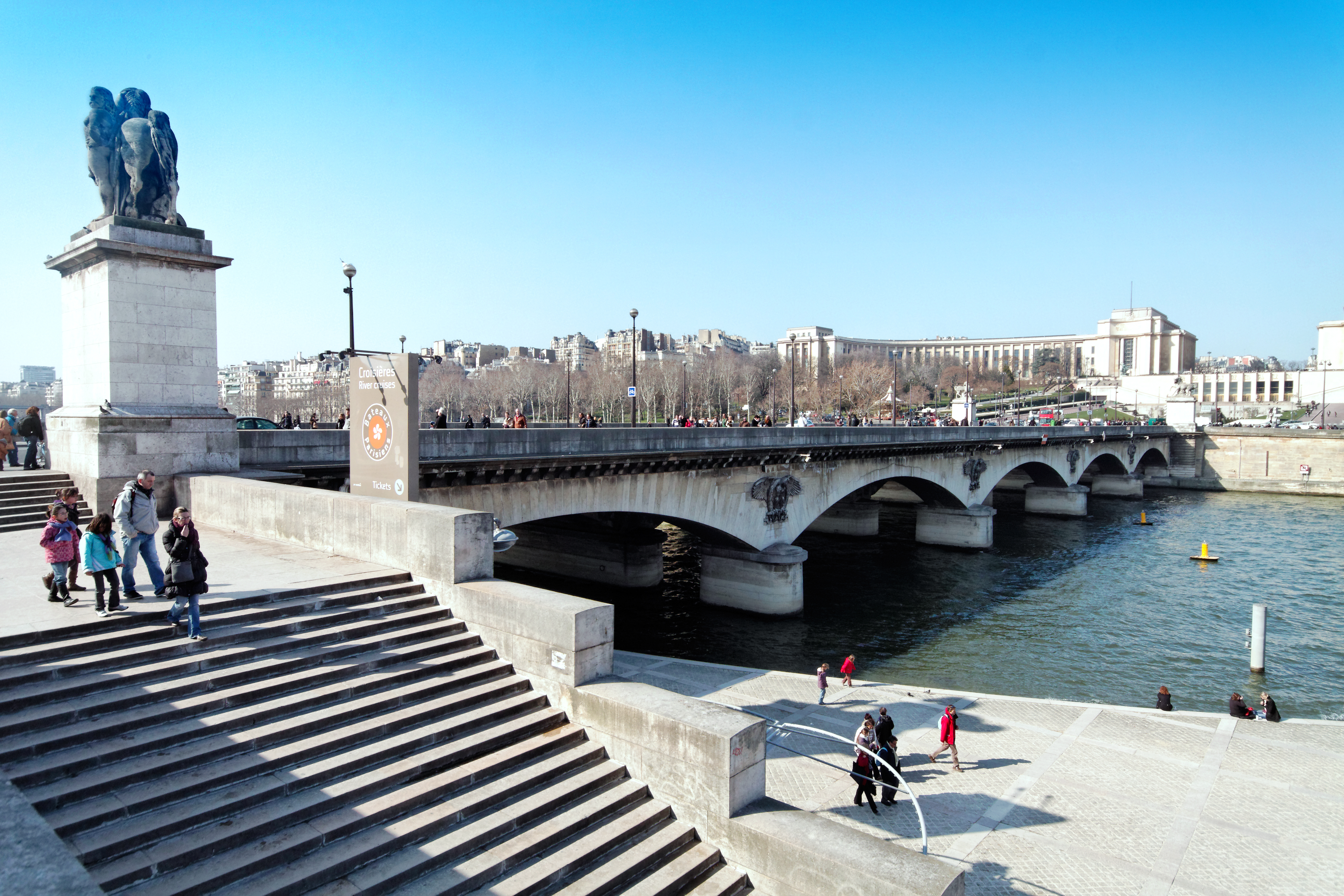
Drehort Verfolgungsjagd Pont d’Iéna Paris

„An realistischer Darstellung interessierter Erstlingsfilm mit guten darstellerischen Leistungen; unter der Detailgenauigkeit leidet allerdings zuweilen die Spannung.“

„Im Fernzug Marseilles – Paris wird eine Parfüm-Vertreterin ermordet. Kein allzu schwieriger Fall, so hoffen die Beamten, die Eifersucht als Tatmotiv vermuten. Doch auf der Suche nach den Mitreisenden erhalten sie ungewöhnliche Konkurrenz: den Mörder, der offenbar alle umbringen will, die mit dem Opfer im Abteil waren. Logisch und spannend inszeniert und hervorragend gespielt, ist der Film ein guter Start für die Karriere.“

„Ein französischer Breitwand-Krimi um die Aufklärung eines Frauenmordes in dem Liegewagenabteil eines Nachtschnellzugs. Grandios gestaltet und glänzend gespielt, trägt er doch die Merkmale eines Regie-Neulings (Costa-Gavras) an sich. Trotzdem: sehr geeignet für erwachsene Freunde dieser Gattung.“

## Auszeichnungen
Costa-Gavras war 1967 für den Edgar Allan Poe Award nominiert. Der Film gewann im gleichen Jahr als bester fremdsprachiger Film den Preis des National Board of Review.